# Il grande libro dei robot
Il grande libro dei robot è un'antologia italiana di racconti di Isaac Asimov, edita dalla Arnoldo Mondadori Editore. Il tema delle storie è quello dei robot positronici e dell'implicazione delle loro famosissime Tre leggi. Contiene gli stessi presenti in Tutti i miei robot, più il racconto Sogni di robot e il romanzo Abissi d'acciaio.

## Racconti

### Robot non umani
- Il fedele amico dell'uomo (A Boy's Best Friend, 1975) — Tutti i miei robot
- Un giorno... (Someday, 1956) — La Terra è abbastanza grande
- Sally (Sally, 1953) — Antologia del bicentenario

### Robot immobili
- Certezza di esperto (Point of View, 1975) — Tutti i miei robot
- Finalmente (Think!, 1977) — Tutti i miei robot
- Vero amore (True Love, 1977) — Tutti i miei robot

### Robot di metallo
- AL-76 (Robot AL-76 Goes Astray, 1941) — Il secondo libro dei robot
- Vittoria involontaria (Victory Unintentional, 1942) — Il secondo libro dei robot
- Straniero in paradiso (Stranger in Paradise, 1974) — Antologia del bicentenario
- Luciscultura (Light Verse, 1973) — Testi e note
- Il segregazionista (Segregationist, 1967) — Antologia personale
- Robbie (Robbie, 1940) — Io, robot

### Robot umanoidi
- Se saremo uniti (Let's Get Together, 1956) — Il secondo libro dei robot
- Immagine speculare (Mirror Image, 1972) — Il meglio di Asimov
- Tricentenario (The Tercentenary Incident, 1976) — Antologia personale

### Powell e Donovan
- La prima legge (First Law, 1956) — Il secondo libro dei robot
- Circolo vizioso (Runaround, 1942) — Io, robot
- Essere razionale (Reason, 1941) — Io, robot
- Iniziativa personale (Catch That Rabbit!, 1944) — Io, robot

### Susan Calvin
- Bugiardo! (Liar!, 1941) — Io, robot
- Soddisfazione garantita (Satisfaction Guaranteed, 1951) — Il secondo libro dei robot
- Lenny (Lenny, 1957) — Il secondo libro dei robot
- Il correttore di bozze (Galley Slave, 1957) — Il secondo libro dei robot
- Il robot scomparso (Little Lost Robot, 1947) — Io, robot
- Rischio (Risk, 1955) — Il secondo libro dei robot
- Meccanismo di fuga (Escape!, 1945) — Io, robot
- La prova (Evidence, 1946) — Io, robot
- Conflitto evitabile (The Evitable Conflict, 1950) — Io, robot
- Intuito femminile (Feminine Intuition, 1969) — Il secondo libro dei robot

### Due apoteosi
- Che tu te ne prenda cura (...That Thou Art Mindful of Him, 1974) — Antologia del bicentenario
- L'uomo bicentenario (The Bicentennial Man, 1976) — Antologia del bicentenario

### Sogni di Robot
- Sogni di robot (Robot dreams, 1986)

### Abissi d'acciaio
- Abissi d'acciaio (The caves of steel, 1954)

## Edizioni
- Isaac Asimov, Il grande libro dei robot, collana Classics, Arnoldo Mondadori Editore, 1994,  p. 568.